# 小行星1153
小行星1153（1153 Wallenbergia）是一颗围绕太阳公转的小行星。1924年9月5日，谢尔盖·别利亚夫斯基在克里米亚发现了此天体。
該小行星以德國數學家喬治·瓦倫貝格（Georg Wallenberg）命名。
这颗小行星的绝对星等为28.78156等。